# Stenogrammitis pumila
Stenogrammitis pumila là một loài dương xỉ trong họ Polypodiaceae. Loài này được Labiak Labiak mô tả khoa học đầu tiên năm 2011.